# Rhynchostegium subrectocarpum
Rhynchostegium subrectocarpum är en bladmossart som beskrevs av Jitinder Nath Vohra 1979 [1981. Rhynchostegium subrectocarpum ingår i släktet näbbmossor, och familjen Brachytheciaceae. Inga underarter finns listade i Catalogue of Life.